# Kilometergeld
Das (amtliche) Kilometergeld ist eine steuerfreie Pauschalabgeltung in Österreich für Fahrzeugkosten, die bei Fahrten mit einem privaten Fahrzeug im Rahmen der Berufsausübung (Dienstreisen) anfallen. Es gilt als Wettmachung für sämtliche Wegkosten, sodass bei seiner Inanspruchnahme keine weiteren Forderungen gestellt werden können. Das Kilometergeld ist nicht zu verwechseln mit dem Pendlerpauschale, das die Aufwendungen für Fahrten zwischen Arbeitsstätte und Wohnort pauschaliert und nicht an die Nutzung eines Fahrzeugs gebunden ist.
Die Höhe des amtlichen Kilometergeldes wird von Zeit zu Zeit dem allgemeinen Preisniveau und nach Maßgabe der budgetären Möglichkeiten angepasst. Im österreichischen Einkommensteuergesetz sind lt. § 26 „als Kilometergelder .. höchstens die den Bundesbediensteten zustehenden Sätze zu berücksichtigen“. Auch für Dienstwege, die per Fahrrad oder zu Fuß erledigt werden, kann Kilometergeld beansprucht werden. 
Das Kilometergeld wurde mit 1. Jänner 2025 angehoben und unabhängig vom gewählten Fortbewegungsmittel vereinheitlicht. Die jährliche Obergrenze für betrieblich gefahrene Kilometer liegt bei 30.000 km (für Fahrräder: 3.000 km). 
Aktuell gelten folgende Kilometergeldsätze (Stand Jänner 2025):
| Fortbewegungsmittel                                                                 | Entschädigung/km (seit 01.01.2025) | Ehemals (bis 31.12.2024) |
| ----------------------------------------------------------------------------------- | ---------------------------------- | ------------------------ |
| Personen- und Kombinationskraftwagen                                                | 0,50 €                             | 0,42 €                   |
| Motorrad oder Motorfahrrad                                                          | 0,50 €                             | 0,24 €                   |
| zu Fuß oder mit dem eigenen Fahrrad (sofern die Wegstrecke mehr als 2 km beträgt)   | 0,50 €                             | 0,38 €                   |
| Mitbeförderung in einem Personen- oder Kombinationskraftwagen pro Person zusätzlich | 0,15 €                             | 0,05 €                   |

Geltend gemacht werden kann das Kilometergeld im Rahmen einer Einkommensteuererklärung. Sollten die tatsächlichen Kosten das Kilometergeld nachweisbar übersteigen, kann der Betrag, der darüber hinausgeht, als Werbungskosten verbucht werden. Je nach beruflichem Betätigungsfeld und dessen Usancen kann Kilometergeld auch z. B. von selbständig Erwerbstätigen ihren Auftraggebern in Rechnung gestellt werden.

## Nachweise
1. ↑  Einkommensteuergesetz 1988. § 26. In: ris.bka.gv.at. Abgerufen am 14. Juli 2022.
2. ↑  RIS - Kilometergeldverordnung - Bundesrecht konsolidiert, Fassung vom 08.01.2025. Abgerufen am 8. Januar 2025.
3. ↑  Kilometergeld steigt ab 2025. Wirtschaftskammer Österreich, 31. Oktober 2024, abgerufen am 8. Januar 2025 (österreichisches Deutsch).